# Кадашёвский монетный двор

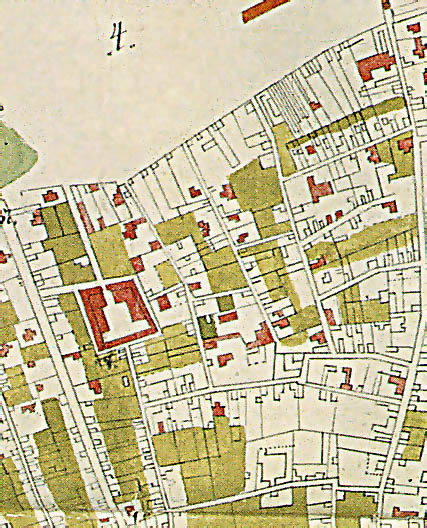
Карта 1760-х годов. Кадашёвский монетный двор выделен красным

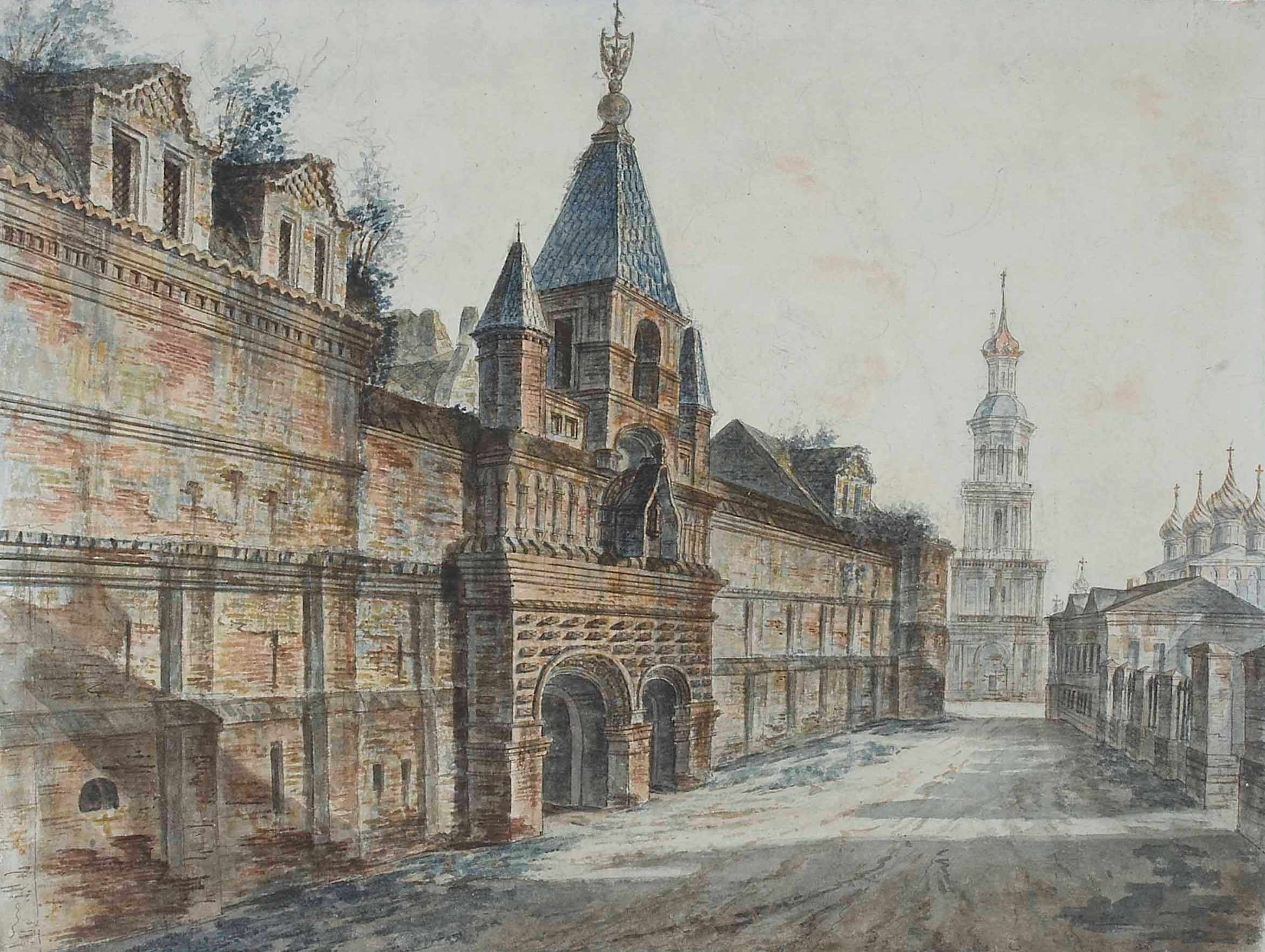
Здания Кадашёвского монетного двора в 1800-х

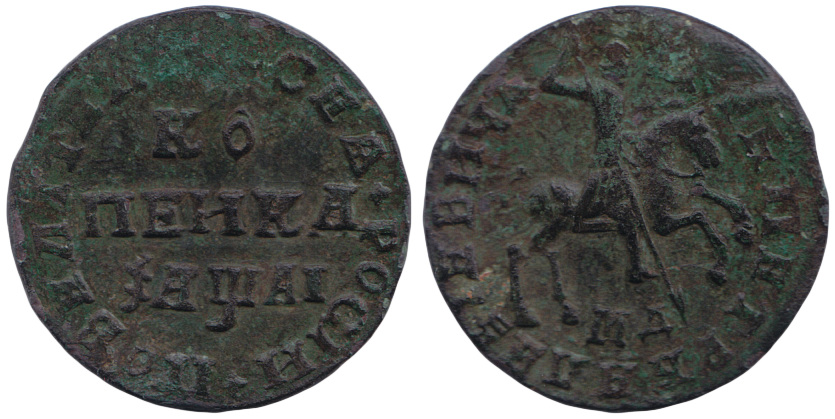
Копейка 1711 (҂АѰАІ) года, Пётр I, медь. На реверсе литеры «МД» — знак Кадашёвского монетного двора

Кадашёвский монетный двор (Хамовный, Замоскворецкий, Военно-морской, Адмиралтейский) — монетный двор в Москве, работавший с 1701 по 1737 год.

## История
Кадашёвский монетный двор был открыт во время денежной реформы Петра I в Кадашёвской слободе в помещении Кадашёвского хамовного (ткацкого) двора. Другие его названия Военно-морской и Адмиралтейский связаны с тем, что деньги на его строительство были выделены Адмиралтейским приказом, а доход от чеканки шёл на нужны военного флота. С момента открытия монетный двор чеканил золотые червонцы, новые круглые серебряные монеты и проволочные серебряные монеты старого образца. С 1704 по 1737 год на специальном отделении двора чеканились и медные монеты. Кадашёвский монетный двор находился в ведении Приказа Большой казны. Отчеканенные на Кадашёвском монетном дворе монеты в разное время имели обозначения ММ, МД, МДЗ, МДД, М.
Червонцы и двойные червонцы образца 1701 года чеканились из золота 969 пробы. В 1711 году чеканка золотых червонцев на Кадашёвском монетном дворе была прекращена. В 1704 году на Кадашёвском монетном дворе была налажена чеканка рублей из серебра 833 пробы. Их вес составлял 28 г, что соответствовало западноевропейскому талеру. Исключительно на Кадашёвском монетном дворе чеканились серебряная монета номиналом 10 денег (1701—1704), серебряный гривенник и серебряная полтина. Серебряный полуполтинник чеканился как на Кадашёвском, так и на Красном монетных дворах. С 1731 года Кадашёвский монетный двор чеканил полтину (50 копеек) и гривенник (10 копеек).
В 1737 году Кадашёвский монетный двор был расформирован. Он дал название сохранившемуся до нашего времени Старомонетному переулку, а также 1-му, 2-му, 3-му, 4-му, 5-му и 6-му Монетчиковым переулкам.